# Irány Eldorádó
Az Irány Eldorádó (eredeti cím: The Road to El Dorado) 2000-ben bemutatott amerikai 2D-s számítógépes animációs film, a harmadik DreamWorks-mozi. Rendezői Bibo Bergeron, Will Finn, Don Paul és David Silverman voltak, producerei Bibo Bergeron, a forgatókönyvet Ted Elliott és Terry Rossio írta, a zenéjét Hans Zimmer és John Powell szerezte. Műfaja zenés, kalandos filmvígjáték. A mozifilm a DreamWorks Animation gyárátásban készült, és ugyancsak a DreamWorks Pictures forgalmazásában jelent meg.
Amerikában 2000. március 31-én, Magyarországon 2000. december 21-én mutatták be a mozikban.

## Cselekmény
Tulio és Miguel, a két jó barát úgy érzi, végre megfogták az Isten lábát. Kockán elnyerik – vagy inkább elcsalják – az Eldorádóba, a legendás aranyvárosba vezető út térképét. Kincsükkel azonban menekülniük kell a feldühödött ellenfelek bosszúja elől, s végül egy hordóban a hódító Cortes hajójának gyomrában kötnek ki. Szerencséjükre segítőtársra találnak Altivo, az okos csataló személyében, aki segít nekik megszökni a hajóról, és egy mentőcsónakban velük tart az Újvilág partjai felé.
Már majdnem meghalnak, amikor is partot érnek. Elsőnek egy csontvázat látnak meg, és el akarnak menni a szárazföldről, azonban Miguel elővéve a térképet rájön, hogy megtalálták az aranyvárosba vezető út kezdetét. Kis keresgélés után találnak egy hatalmas követ, amiről Tulio azt hiszi, az maga Eldorádó. Ekkor jön azonban a menekülő Chel és a mögötte haladó katonák, így eljutnak a városba. Az eldorádói indián törzs főpapjának,Tzekel-Kannak kapóra jön a furcsa idegenek érkezése. Isteneknek kiáltja ki őket, s titokban arra készül, hogy segítségükkel megfossza hatalmától a törzsfőnököt, Tannabokot.
Kénytelenek Chelt cinkosnak fogadni, mivel gőzük sincs az itteni hagyományokról, a lánynak meg pont kapóra jön, ő ugyanis szeretne lelépni, és új világokat felfedezni, így szövetségre lépnek. Tzekel-Kan egy "focimeccs" alkalmával rájön, hogy az "istenek" csupán szélhámosok, és gonosz tervet forral, hogy átvegye az irányítást. 
Időközben Tulio és Chel között szerelem bontakozik ki, ami a két jóbarát közé férkőzik. Miguel megkedveli a várost és szeretne Eldorádóban maradni, míg Tulio az eredeti tervük szerint visszatérne Spanyolországba egy hajónyi arannyal. A sámán mágiája elszabadít egy óriási jaguárszerű lényt, ami rátámad a városra és az "istenekre". Végül sikerül legyőzni a főpapot és a szörnyet is, de ekkor még nem is sejtik, hogy Cortes hadai kikötöttek a szigeten és el készülik foglalni azt, Tzekel-Kan segítségével.
Tuliónak azonban ismét támad egy "csodálatos" ötlete, amivel megakadályozzák a hódítók bemenetelét a városba. Az arannyal megrakott hajójukkal két sziklának ütközve sikeresen beomlasztják a városba vezető barlangot, így az megmenekül.
Igaz a főhősök nem gazdagszanak meg, de visszanyerik a barátságukat és Chellel kiegészülve nekivágnak egy újabb kalandnak Altivo hátán.

## Szereplők
| Szereplő            | Eredeti hang        | Magyar hang           |
| ------------------- | ------------------- | --------------------- |
| Tulio               | Kevin Kline         | Selmeczi Roland       |
| Miguel              | Kenneth Branagh     | Széles László         |
| Chel                | Rosie Perez         | Kiss Eszter           |
| Tzekel-Kan          | Armand Assante      | Végvári Tamás         |
| Tannabok törzsfőnök | Edward James Olmos  | Koroknay Géza         |
| Cortez              | Jim Cummings        | Dörner György         |
| Zaragoza            | Tobin Bell          | Hollósi Frigyes       |
| Acolyte             | Duncan Marjoribanks | Konrád Antal          |
| Altivo              | Frank Welker        | saját hangján         |
| Énekhang            | Elton John          | Demeter György (ének) |

## Betétdalok
| Magyar                       | Magyar                        | Angol                        | Angol                       |
| Dal                          | Előadó                        | Dal                          | Előadó                      |
| ---------------------------- | ----------------------------- | ---------------------------- | --------------------------- |
| Eldorádó!                    | Demeter György                | Eldorado!                    | Elton John                  |
| Hogyha célba érsz            | Demeter György                | The Trail We Blaze           | Elton John                  |
| Nem lehetsz más              | Selmeczi Roland Széles László | It's Tough to Be a God       | Kevin Kline Kenneth Branagh |
| Véget ért a vándorút         | Demeter György                | Without Question             | Elton John                  |
| Elér még a szó               | Demeter György                | Friends Never Say Goodbye    | Elton John                  |
| Without Question (végefőcím) | eredeti nyelven               | Without Question (End Title) | Elton John                  |